# Bản lề

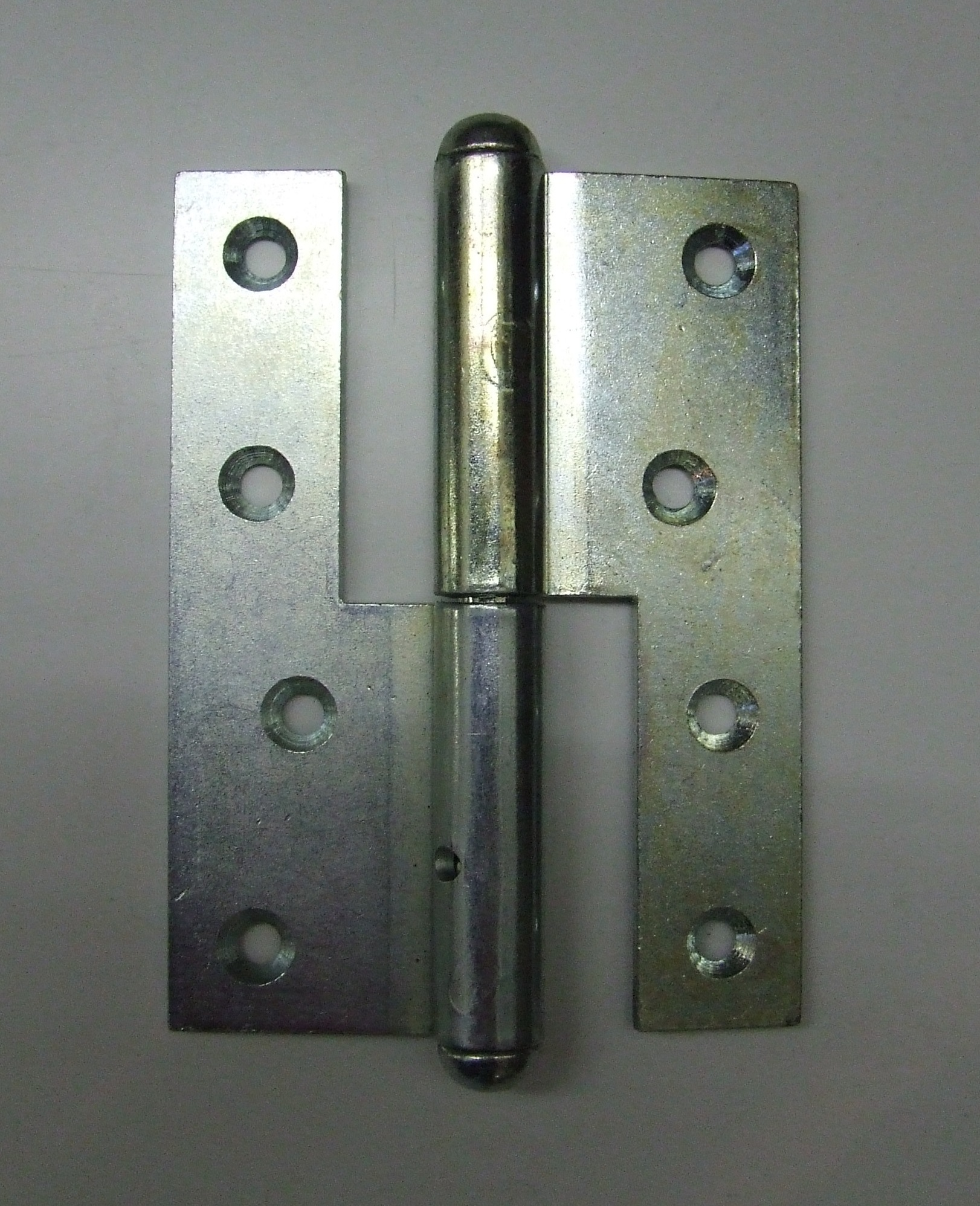
Một bản lề

Bản lề là một loại dụng cụ kỹ thuật được thiết kế, cấu tạo để làm cầu nối cố định các cánh cửa hay cửa sổ hoặc các đối tượng rắn khác, bản lề thường cho phép chỉ là một góc hạn chế luân phiên giữa chúng (góc cố định) góc còn lại có thể lưu động. Hai đối tượng kết nối bởi một bản lề xoay tương đối so với nhau bởi một trục quay cố định. 

## Tổng quan
Bản lề có thể được làm bằng vật liệu đa dạng nhưng ngày nay người ta thường dùng sắt, thép, nhôm và đặc biệt là thép không gỉ. Trong sinh học, các khớp rất nhiều chức năng như bản lề. Ngày nay, thuật ngữ này được sử dụng theo nghĩa rộng như năm bản lề có nghĩa là năm then chốt bắt đầu cho những năm tiếp theo, hay có tính chất bản lề đề cập đến một sự kiện, công việc làm điểm tựa, quan trọng, mấu chốt cho những hoạt động hoặc khả năng tiếp theo.
Có rất nhiều loại bản lề cửa như bản lề trụ, bản lề lá, ngoài ra còn có các bản lề nối cánh cửa và tủ với nhau. Tùy vào loại bản lề mà cửa tủ có thể mở rộng ở nhiều góc và khoảng cách khác nhau. Bản lề là phần thiết yếu và đó vai trò quan trọng về tuổi thọ của sản phẩm cửa. Khi lắp bản lề cần chú ý đến các phương pháp kỹ thuật và chất lượng bản lề để giảm thiểu các vấn đề hay gặp ở cửa khi sử dụng bản lề lá như, gỉ sét, sệ cánh, nảy, khe hở lớn hoặc phải cắt âm khung, âm cánh (thẩm mỹ thấp và làm gáy cửa yếu).